# Tân Truy phu nhân
Tân Truy (Xin Zhui) [ɕín ʈʂwéi] (tiếng Trung: 辛追; 217—168 TCN) còn được gọi là Phu nhân Đại hoặc Hầu tước phu nhân Đại, là vợ của Lí Cương (利蒼), một Hầu tước tại vùng đất Đại và Thủ tướng của Trường Sa, từng sống trong Triều đại Tây Hán của Trung Quốc thời cổ. Bà đã trở nên nổi tiếng hơn 2.000 năm sau khi chết, khi ngôi mộ của bà được phát hiện bên trong một ngọn đồi có tên là Mã Vương Đôi, ở Trường Sa, Hồ Nam, Trung Quốc vào năm 1970. Sau khi mở mộ, các công nhân phát hiện ra hài cốt được bảo quản đặc biệt của bà bên cạnh hàng trăm cổ vật và tài liệu có giá trị. Cơ thể và đồ đạc của bà hiện đang được chăm sóc ở Bảo tàng Hồ Nam, nơi đã cho phép triển lãm quốc tế không thường xuyên.